# Opius signicella
Opius signicella är en stekelart som beskrevs av Fischer 1991. Opius signicella ingår i släktet Opius och familjen bracksteklar. Inga underarter finns listade i Catalogue of Life.